# Cal Ferrer Vell (Vacarisses)
Can Ferrevell és un edifici del municipi de Vacarisses (Vallès Occidental) que forma part de l'Inventari del Patrimoni Arquitectònic de Catalunya.

## Descripció
Al nucli històric de la població i tocant a l'església parroquial, es conserva l'estructura de cal Ferrevell, que per les seves característiques segurament és un dels habitatges amb tradició històrica a la vila de Vacarisses. En els anys vuitanta es trobava en desús, rehabilitable com moltes altres cases del poble. La façana presenta restes de l'arrebossat i mostra aparell divers. Les obertures són rectangulars i senzilles. Al pis una obertura es troba transformada en balcó i les laterals tenen ampit. La coberta és d'una sola vessant, de teules àrabs i dibuixa la cantonada arrodonida. El carener és horitzontal a la façana. Presenta un pronunciat voladís format per filades de caps de teules.